# Tolice vojtěška
Tolice vojtěška (Medicago sativa), zvaná také jen vojtěška (nářečně lucerka, srov. britskou angličtinou lucerne a německy Luzerne) nebo mezinárodně alfalfa, je fialově až modrofialově kvetoucí rostlina náležící do čeledi bobovité (Fabaceae). Jde o významnou pícninu. Z původní oblasti výskytu, která sahala od Malé Asie do střední Asie, se do Evropy rozšířila přes Řecko. Hraje významnou roli v zemědělství jako krmivo, a to jako objemné krmivo čerstvá nebo sušená (seno) i jako jadrné krmivo coby součást různých směsí a granulí.

## Popis rostliny a její nároky

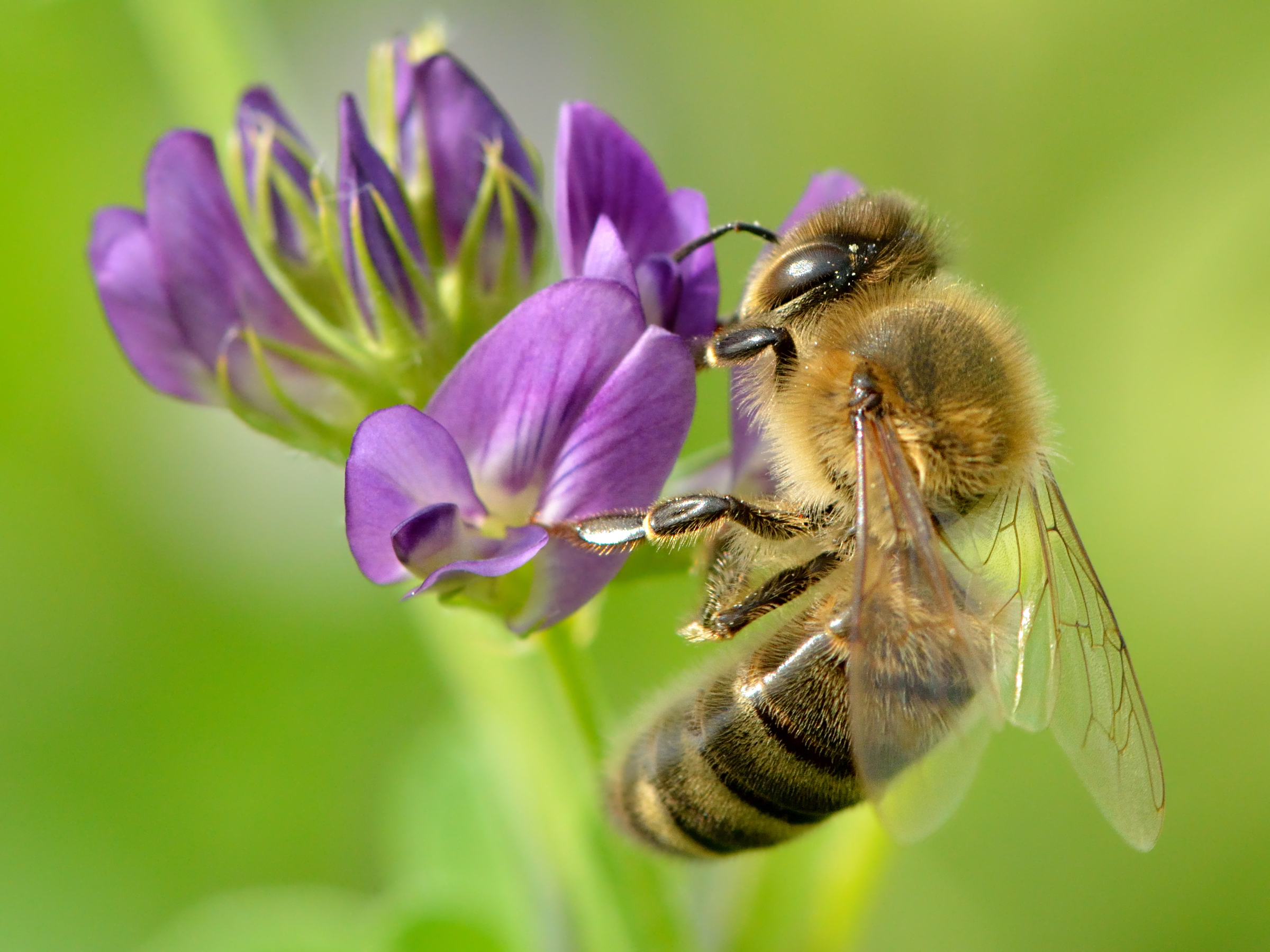

Jedná se o víceletou luskovinu, která může růst i 12 let. Vzpřímená tupě hranatá lysá lodyha dosahuje výšky 30 až 90 cm. Trojčetné řapíkaté listy jsou obvejčité, na koncích zoubkované, palisty pak čárkovitě kopinaté. Kvetení této plodiny se uvádí různě, od května do září, od června do září, případně i od května do října. Květenstvím je hrozen čítající 12–15 květů. Plody lusky šedočerné barvy se stáčejí v 1,5–3,5 závitech. Semena mají ledvinovitý, ze stran zploštělý tvar a světle hnědou barvu, stará semena tmavnou. Vojtěšce se lépe daří v teplejších oblastech. Její rozvětvený kořenový systém zasahuje do hloubky i několika metrů a činí ji poměrně odolnou vůči suchu. Vyžaduje neutrální pH půdy.

## Využití v zemědělství
V osevním postupu se užívá jako zlepšující plodina. Vojtěška se seje samotná jako čistý výsev nebo spolu s krycí plodinou jako podsev. Často zplaňuje podél cest, na náspech, okrajích polí a podobně, a může se křížit se žlutě kvetoucí příbuznou tolicí srpovitou (Medicago falcata). Vojtěška je obtížně silážovatelná, a to kvůli vysokému obsahu dusíkatých látek, nízkému obsahu zkvasitelných cukrů a nízké pufrační kapacitě. Je to však jeden z hlavních a nejlevnějších zdrojů rostlinných bílkovin v krmných dávkách. Pěstuje se především v kukuřičných a řepařských oblastech, kde dává i 3–4 seče. V lepších bramborářských oblastech poskytne 2 seče. Díky své symbióze s hlízkovitými bakteriemi, které jí (a jiným bobovitým rostlinám) pomáhají fixovat dusík ze vzduchu, není nutné vojtěšku významně přihnojovat dusíkatými hnojivy. Vojtěška dokáže fixovat 200–300 kg dusíku na hektar půdy.

### Obsahové látky a fyziologické účinky
Tato rostlina obsahuje velké množství energie a bílkovin, takže je velmi výživná (téměř se vyrovná jarní trávě). Výhodné je tedy zkrmovat ji zvířatům, která potřebují hodně stavebních látek (rostoucí zvířata) a energie (laktující zvířata). Naopak u zvířat, která nemají velký výdej energie, není vhodná velká dávka vojtěšky, neboť vede k obezitě a zatížení ledvin, které odbourávají dusík obsažený v bílkovinách. Pro své složení může vojtěška posloužit jako přirozený zdroj vápníku. Dále je bohatá na železo, hořčík, fosfor, sodík, draslík a křemík, z vitamínů A, B, C, E i K. Nalezneme v ní i všech 8 pro člověka esenciálních aminokyselin.

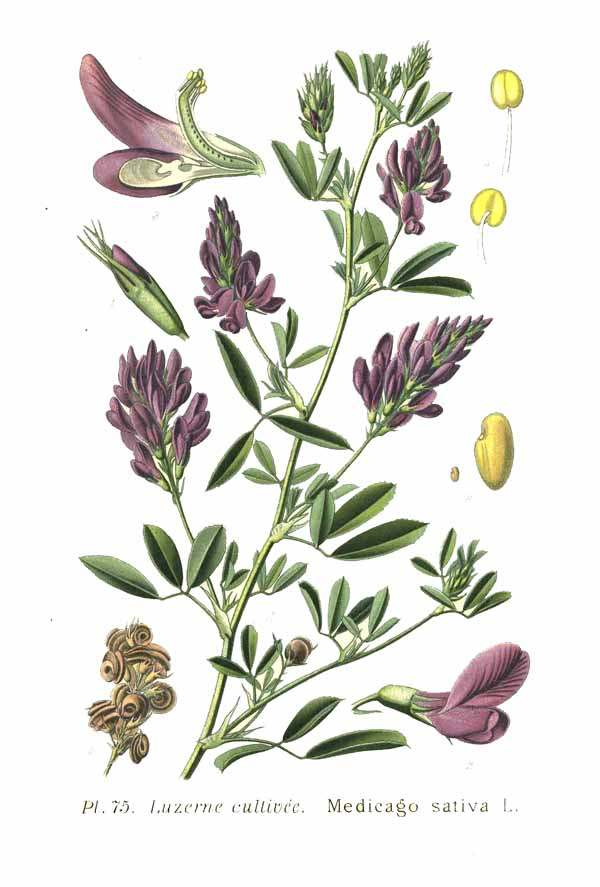
Medicago sativa L.

Vojtěška má fyziologické účinky, tedy působí na organismus. Reguluje funkci jater, ledvin (diuretikum), ovlivňuje hladinu cukru v krvi, napomáhá růstu kostní tkáně, reguluje střevní mikroflóru (čímž může zlepšit metabolismus), působí protizánětlivě. Je schopna snižovat kyselost v trávicím traktu.
Pod názvem alfalfa je nabízena v doplňcích stravy. Ve 40. letech 20. století se v Británii extrahovaly bílkoviny z listů vojtěšky k přímé lidské konzumaci.

### Odrůdy
Pěstováno je mnoho odrůd odlišných svými vlastnostmi – nároky na půdu, srážky, teplotu, odolností vůči poléhání, obrůstáním po seči atd. Dle Seznamu odrůd zapsaných ve Státní odrůdové knize České republiky: k 1. 8. 1998 bylo v ČR 15 odrůd vojtěšek, a to např. Jarka, Jitka, Magda, Zuzana, Litava.